# Korkobor

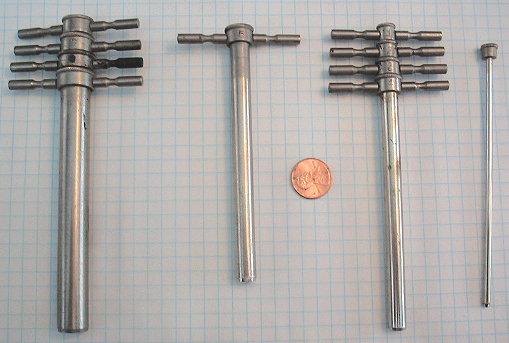
Zestaw korkoborów, kolejno od lewej w malejących średnicach, na końcu przepychacz. Korkobory różnych średnic są włożone jeden w drugi, pośrodku pojedynczy

Korkobor – metalowe narzędzie służące do wycinania otworów w korkach lub zatyczkach gumowych i w innych miękkich materiałach. Wykonane w ten sposób otwory mogą służyć do wprowadzenia rurki czy termometru do zamykanego korkiem naczynia, zachowując jednocześnie szczelność zamknięcia.
Korkobor to rurka metalowa (zazwyczaj mosiężna lub stalowa), której średnica określa średnicę wycinanego otworu. Jedna krawędź rurki jest ostra, z drugiej strony znajduje się uchwyt. Korkobory zwykle dostępne są w zestawach, w skład których wchodzi kilka czy kilkanaście korkoborów różnej średnicy, ostrzałka do nich oraz pręt metalowy służący do wypychania wyciętego materiału z wnętrza narzędzia.
Wycinając otwory w korkach, zwykle smaruje się korkobor detergentem lub gliceryną, w celu zmniejszenia tarcia.
Korkobory stosuje się też wszędzie tam, gdzie trzeba z miękkiego materiału pobrać próbki o stałej średnicy, nie zaburzając kolejności warstw przekroju. Np. do pobierania próbek drewna w dendrochronologii stosuje się świder Presslera, działający na podobnej zasadzie jak korkobor.